# Conchobar Maenmaige Ua Conchobair
Conchobar Maenmaige Ua Conchobair  († 1189) est roi de Connacht de 1183/1186 à 1189.

## Héritier
Conchobar Maenmaige, fils ainé survivant de Ruaidri Ua Conchobair, apparait dans l'histoire en 1180 lors de la « Bataille des Conchubhars » (irlandais : Conchubhar Maenmhuidhe) qui l'oppose à son homonyme Conchobar Ua Ceallaigh c'est-à-dire Connor O' Kelly seigneur d'Ely-Many au cours de laquelle ce dernier est tué avec son fils Tagd son frère Diarmuid, Mael-Sechlainn, le fils de Diarmuid O'Kelly et Tagd le fils de Teige Ua Chonchobuir son propre gendre.

## Règne
En 1183 Conchobar Maenmaige toujours allié aux anglo-normands envahit le Connacht et Ruaidri doit se réfugier au Munster après avoir été déposé de la royauté. Un conflit éclate entre les habitants du Connacht et avec l'appui du Sil Muiredaig, Ruadri tente en vain de revenir.
Son fils Cathal Carragh, brûle les églises et les maisons et Killaloe, et s'empare des bijoux et des richesses de ses habitants. Avec ses alliés anglais il met le Thomond au pillage jusqu'à Roscommon. Cathal donne à ses alliès 300 vaches comme gages. Toutefois lorsque Conchobar est assassiné six ans plus tard en 1189 les droits au royaume de son fils Cathal Carrach Ua Conchobair (1189-1202) sont contestés par Cathal Crobderg, le demi-frère de Ruaidri.

## Sources
- (en) T.W Moody, F.X. Martin, F.J. Byrne A New History of Ireland IX Maps, Genealogies, Lists. A companion to Irish History part II . Oxford University Press réédition 2011  (ISBN 9780198217374).